# Piedras guía de Georgia

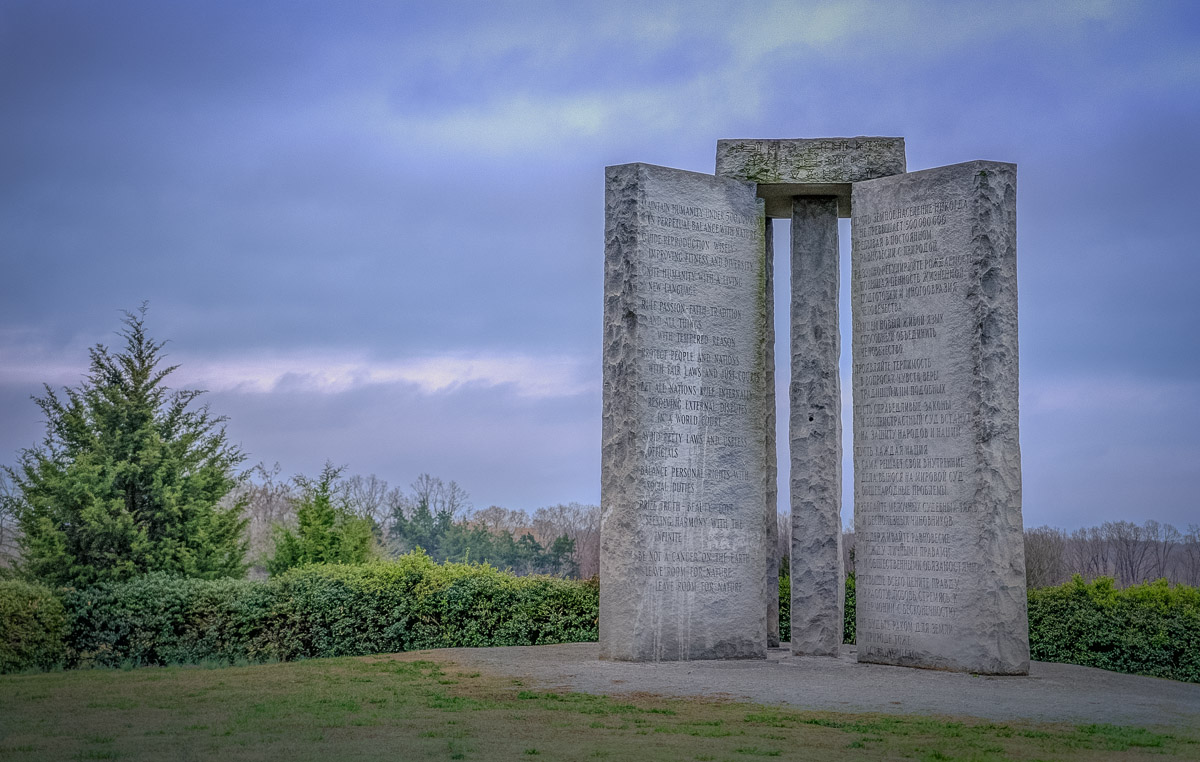
Captura desde la vista norte.

Las Georgia Guidestones (en español Piedras Guía de Georgia) fue un monumento de granito erigido en 1980 en el condado de Elbert, Georgia, Estados Unidos. Las mandó a construir y colocar una persona con el seudónimo R.C. Christian en 1979, quien financió su construcción así como el terreno que ocupaban antes de su demolición, tras lo cual no se ha vuelto a saber nada más de él. Hoy en día no se sabe nada de su paradero.
La escultura llevaba inscritas diez guías en ocho idiomas modernos y un mensaje corto en la parte superior en cuatro escrituras antiguas. Medía seis metros de alto y estaba hecha con seis losas de granito con un peso total de 100 toneladas. Estaban alineadas según criterios astronómicos. A poca distancia del conjunto, hacia el oeste, se encuentra una losa adicional en la que pueden leerse notas sobre la historia y los objetivos.
El 6 de julio de 2022, el monumento fue parcialmente destruido. Algunos informes iniciales dicen que pudo haber sido una detonación. Más tarde ese mismo día, las autoridades locales derribaron las partes restantes de la estructura.

## El mensaje
El mensaje tallado de las losas es un conjunto de principios en ocho idiomas, uno por cada cara de las cuatro losas mayores. Según el movimiento del reloj, los idiomas son inglés, español, suahelí, hindi, hebreo, árabe, chino antiguo y ruso.

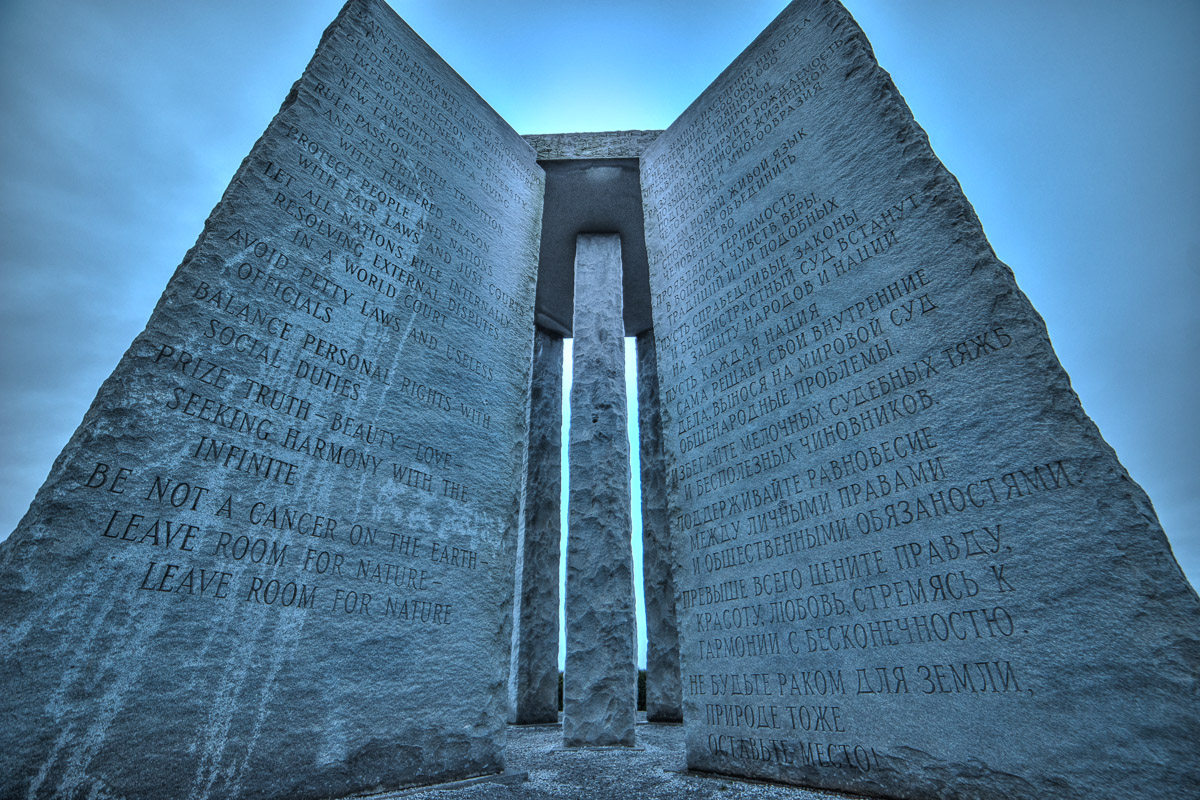
Captura desde la vista norte (idiomas inglés, babilónico y ruso). En el centro se aprecia el agujero que señala la estrella polar.

### En inglés
MAINTAIN HUMANITY UNDER 500,000,000
IN PERPETUAL BALANCE WITH NATURE
GUIDE REPRODUCTION WISELY –
IMPROVING FITNESS AND DIVERSITY
UNITE HUMANITY WITH A LIVING
NEW LANGUAGE
RULE PASSION – FAITH – TRADITION
AND ALL THINGS
WITH TEMPERED REASON
PROTECT PEOPLE AND NATIONS
WITH FAIR LAWS AND JUST COURTS
LET ALL NATIONS RULE INTERNALLY
RESOLVING EXTERNAL DISPUTES
IN A WORLD COURT
AVOID PETTY LAWS AND USELESS
OFFICIALS
BALANCE PERSONAL RIGHTS WITH
SOCIAL DUTIES
PRIZE TRUTH – BEAUTY – LOVE –
SEEKING HARMONY WITH THE
INFINITE
BE NOT A CANCER ON THE EARTH –
LEAVE ROOM FOR NATURE –
LEAVE ROOM FOR NATURE

### En español
El mensaje en español consta de 31 líneas con 10 frases frente al texto del mensaje en inglés.

MANTENER LA HUMANIDAD A MENOS
DE 500,000,000
EN EQUILIBRIO PERPETUO CON LA
NATURALEZA
GUIAR SABIAMENTE A LA REPRODUCCIÓN
MEJORANDO LA CONDICIÓN Y
DIVERSIDAD DE LA HUMANIDAD
UNIR LA HUMANIDAD CON UNA NUEVA
LENGUA VIVIENTE
GOBERNAR LA PASIÓN – LA FE – LA
TRADICIÓN –
Y TODAS LAS COSAS
CON LA RAZÓN TEMPLADA
PROTEGER A LOS PUEBLOS Y NACIONES
CON LEYES IMPARCIALES Y
TRIBUNALES JUSTOS
PERMITIR A TODAS LAS NACIONES QUE
SE GOBIERNEN INTERNAMENTE
RESOLVIENDO LAS DISPUTAS EXTERNAS
EN UN TRIBUNAL MUNDIAL
EVITAR LEYES MEZQUINAS Y
FUNCIONARIOS INÚTILES
EQUILIBRAR LOS DERECHOS PERSONALES
CON LAS OBLIGACIONES SOCIALES
VALORAR LA VERDAD – LA BELLEZA –
EL AMOR –
BUSCANDO LA HARMONIA CON EL
INFINITO
NO SER UN CANCER EN LA TIERRA –
DEJARLE ESPACIO A LA NATURALEZA –
DEJARLE ESPACIO A LA NATURALEZA

Como puede observarse en el original esculpido, las expresiones utilizadas proceden de una traducción literal del inglés y pueden no resultar muy naturales en español, aunque algunas no son estrictamente incorrectas según la RAE.
En las superficies verticales de la piedra horizontal superior, aparece un mensaje más corto en escritura cuneiforme babilónica (norte), griego clásico (este), sánscrito (sur) y en jeroglíficos egipcios (oeste): Que éstos sean los principios de una Edad de la Razón.

## La Piedra Guía

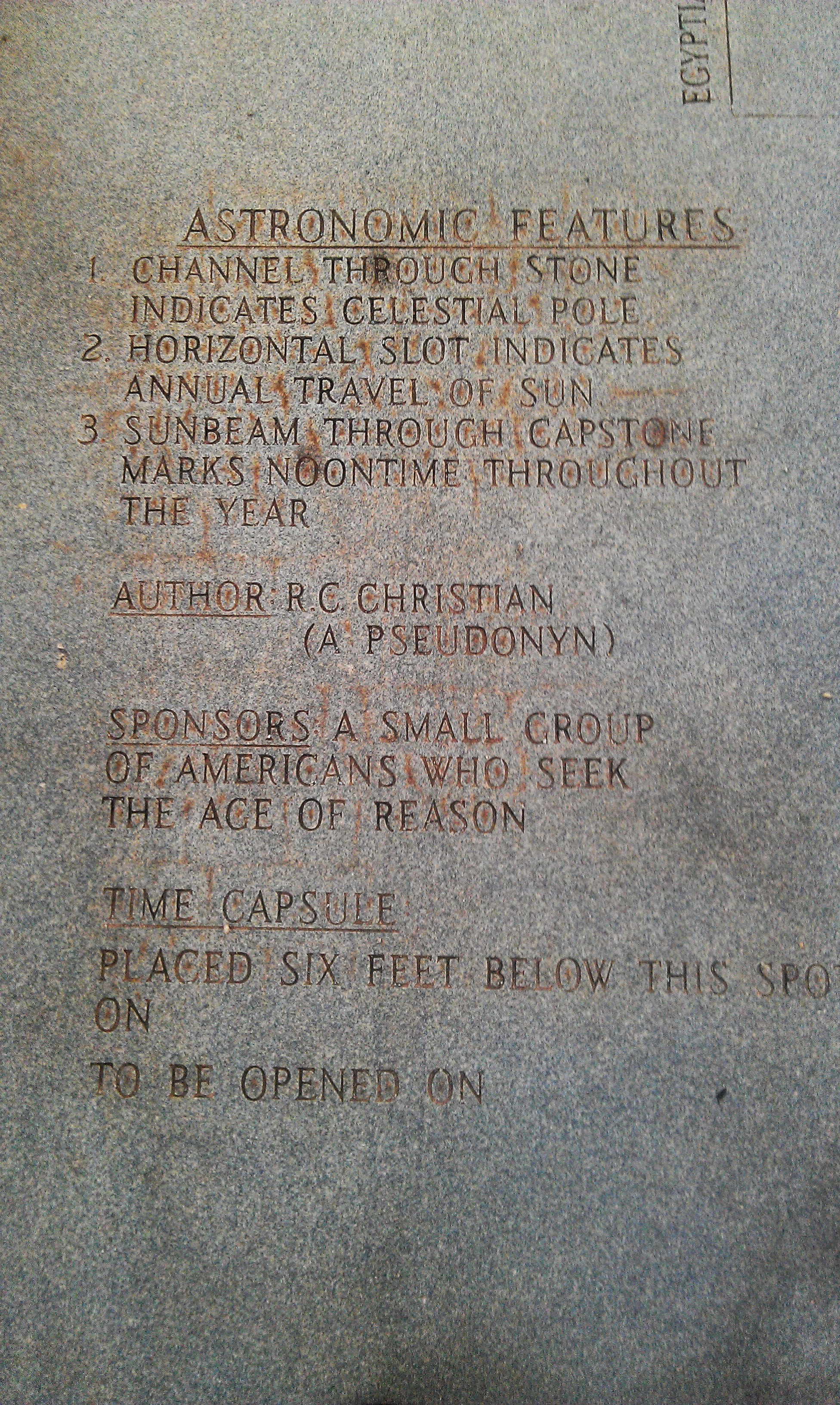
Captura del sector inferior izquierdo de la piedra guía.

A unos 4 metros del monumento principal, se encuentra una losa de piedra que describe la estructuración de las Guidestones. En ella se detallan los siguientes datos:
-El mensaje "Georgia Guidestones, erigido el 22 de marzo de 1980" (hace 45 años). 
-Los idiomas que se encuentran en los lados de las piedras salientes.
Debajo de lo anterior, se encuentra un dibujo del monumento visto desde arriba, con señalizadores de ciertas marcas. A la izquierda de éste, el texto continúa:
-"El monumento se encuentra en el punto más alto del condado de Elbert".
-"En equinoccio o solsticio, los visitantes que estén al oeste de la ranura podrán ver la salida del sol en el horizonte".
-"Podrán ver la estrella polar a través de la ranura en la piedra central".

## Críticas y detractores
Las piedras guía han recibido críticas negativas por parte de grupos de conspiracionistas, teóricos del Nuevo Orden Mundial, ultraderechistas relacionados con Qanon e individuos como el conspiracionista Alex Jones, o la excandidata a gobernadora de Georgia, Kandiss Taylor, quien en su campaña electoral propuso como su primera orden ejecutiva la demolición de las piedras guía, en caso de ganar las elecciones. Ella las relacionó con la adoración "demoníaca" y el sacrificio humano en un video, y en su página web como candidata puede leerse: 

Durante décadas, el Régimen Luciferino Global se ha infiltrado en nuestro Gobierno.

Nos desmoralizaron con rituales de humillación mientras derribaban nuestros monumentos históricos, perseguían a nuestros hijos, nos encerraban en nuestros hogares y nos obligaban a convertirnos en experimentos científicos ambulantes a través de un programa mundial de vacunación.
Erigieron estatuas explicando los planes exactos que tenían para nosotros, y hoy nosotros, la gente de Georgia, no decimos más.
Es hora de que le devolvamos el favor.
En mi primer día como Gobernador de Georgia, me moveré para DEMOLER los planes Demoníacos de nuestro enemigo. La agenda satánica NO es bienvenida en nuestro estado.

¡Apoya mi lucha contribuyendo y observa cómo convierto las Georgia Guidestones en polvo!
Kandiss Taylor

Tras el ataque y su posterior demolición, atribuyó a Dios su derribo.

## Vandalismo
En 2008, las piedras fueron desfiguradas con pintura de poliuretano y grafiti con eslóganes como "Death to the new world order" (Muerte al nuevo orden mundial). La revista Wired calificó la acción como «el primer acto serio de vandalismo en la historia de las piedras guía». 
En septiembre de 2014, un empleado del departamento de mantenimiento del condado de Elbert contactó con el FBI, cuando las piedras fueron vandalizadas con grafiti con la frase "I Am Isis, goddess of love" (Soy Isis, diosa del amor).
El 6 de julio de 2022 las piedras sufrieron una explosión por una persona desconocida y finalmente fueron demolidas por las autoridades locales.